# Łomy (województwo warmińsko-mazurskie)
Łomy (dawniej Kamienna Góra niem. Steinberg) – wieś warmińska w Polsce, położona w województwie warmińsko-mazurskim, w powiecie olsztyńskim, w gminie Jonkowo. 
W latach 1975–1998 wieś administracyjnie należała do województwa olsztyńskiego.
Wieś z zachowaną, typową zabudową charakterystyczną dla Warmii. Znajduje się tu wiele ciekawych obiektów architektury z końca XIX i początków XX w., zbudowanych najczęściej z czerwonej cegły. Należą do nich: budynek dawnej szkoły, świetlicy, zabytkowa remiza strażacka oraz elementy sakralne, kapliczki przydrożne (cztery) pochodzące z XVIII, XIX, XX w.), niektóre budynki mieszkalne.
We wsi funkcjonują obecnie jedynie cztery gospodarstwa rolne, prowadzące pełną produkcję. Większość mieszkańców pracuje w Olsztynie i Jonkowie. W Łomach nie ma działających organizacji pozarządowych. Dawniej działały formalne i nieformalne grupy społeczne, organizujące spotkania dyskusyjne, naukę tańca, wystawiano sztuki o charakterze teatralnym. W wiejskim domu kultury organizowane są zajęcia artystyczne, obchody świąt, imprezy kulturalne, ogniska, a także funkcjonuje biblioteka. Szkoła została zamknięta na początku XXI w., a dzieci dojeżdżają do szkoły w Jonkowie.
We wsi znajduje się Jezioro Łomskie, a w najbliższym otoczeniu liczne zadrzewienia przydrożne oraz śródpolne, typowe dla dawnego krajobrazu rolniczego. Znajdują się tu również oczka wodne, niewielkie stawy, zarówno w okolicy, jak i w samej wsi.

## Historia
Wieś powstała prawdopodobnie w XIV w. kapituła warmińska  dokument lokacyjny wystawiła 10 maja 1356 r. we Fromborku, przyznając Prusom Hermanno i Tolnekenowi 40 łanów na założenie wsi o nazwie Steynberg. W 1359 r. wystawiono odnowiony dokument lokacyjny (poprzedni został zagubiony), w którym kapituła warmińska przekazuje sołtysowi Gerico, według danych przekazanych przez Jana z Łajs, 40 włók na prawie chełmińskim, w tym 4 włoki sołeckie, wolne od czynszu. Gerico otrzymał ponadto prawo założenia karczmy (połowa dochodów miał przekazywać kapitule warmińskiej). W dokumencie zaznaczono, że z przyznanych 14 lat wolnizny upłynęło już 3.
Obecni mieszkańcy to głównie ludność napływowa. W latach 70. było tu jeszcze 70% Warmiaków, jednak większość wyjechała, a na ich miejsce pojawili się przesiedleńcy z Wileńszczyzny, Białorusi i Polski centralnej. Rodzimych Warmiaków jest obecnie ok. 2% na ogólną liczbę mieszkańców 268 osób. W latach 60. istniało amatorskie kółko teatralne, funkcjonowało koło gospodyń wiejskich, klub seniora.
W 1992 r., w byłym klubie rolnika powstała kaplica Matki Boskiej Fatimskiej, podlegająca parafii w Jonkowie.